# Primus pilus
Primus pilus ali primipilus je bil višji centurij  prve kohorte rimske legije, sestavljene iz  petih dvojnih centurij s 160 možmi, ki se je imenovala primus pilus. Bil je poklicni vojak in legatov svetovalec. Na tem položaju je bil eno leto, vendar je službovanje  lahko nadaljeval, če je bilo mesto prosto in če je želel postati neodvisni poveljnik pomožne enote (auxilia) ali prefekt kastra (praefectus castrorum).
Cesar Klavdij I. je ustanovil položaj primus pilus iterum. Da bi častnik postal primus pilus iterum, je moral prej služiti kot tribun v vigiles, mestni kohorti ali  pretorijanski gardi. Primus pilus iterum je imel enako odgovornost kot praefectus castrorum, vendar za višjo plačo.
Primus pilus je bil dobro plačan položaj. Med službovanjem je lahko zbral dovolj bogastva, da je postali član konjeniškega razreda. Če mu med službovanjem ni uspelo zbrati dovolj bogastva, je v konjeniški razred napredoval ob upokojitvi.
V rimski legiji je imelo višji rang od primusa pilusa samo osem častnikov: legat  (legatus legionis) kot poveljujoči častnik, višji tribun (tribunus laticlavius), taborski prefekt (praefectus castrorum) in pet nižjih tribunov (tribuni angusticlavii). 